# Kargasokskij rajon
Il Kargasokskij rajon (in russo Каргасокский район?) è un rajon dell'Oblast' di Tomsk, in Russia; il capoluogo è Kargasok. Istituito nel 1959, ricopre una superficie di 86.900 chilometri quadrati.